# Ludwig und Maria Knapp
Ludwig Knapp und seine Frau Maria waren 1944 Besitzer eines Sägewerkes und eines landwirtschaftlichen Betriebes in Weitra bei Gmünd in Niederösterreich. Sie sorgten gut für jüdische Zwangsarbeiter und bewahrten sie vor der Deportation nach Theresienstadt.
Das Ehepaar wurde am 28. April 1968 mit dem Ehrentitel „Gerechte unter den Völkern“ ausgezeichnet. An der Promenade in Weitra erinnert ein pyramidenförmiger Granitstein mit quadratischer Metalltafel an das Ehepaar. 